# Saint-Jean-en-Val
Pour les articles homonymes, voir Saint-Jean.
Saint-Jean-en-Val est une commune française, située dans le département du Puy-de-Dôme en région Auvergne-Rhône-Alpes.
Ses habitants sont appelés les Jeanvalois.

## Géographie

### Localisation

#### Lieux-dits et écarts
La commune de Saint-Jean-en-Val est installée sur la rive gauche de l'Eau Mère, rivière affluent de l'Allier. Les hameaux et écarts sont situés à l'est de cette rivière.
L'énumération des hameaux et écarts qui suit est faite du nord au sud et toujours en partant de la plaine pour aller vers une altitude plus élevée :
- Locagne : une ferme et une maison d'habitation.
- Le Malfournier : 4 maisons,
- Séjole : 3 fermes dont 1 élevage de volailles et 4 maisons d'habitation.
- Pranly : situé entre bief et rivière, compte un ancien moulin et 2 maisons d'habitation.
- La Plaine : 1 maison proche de Pranly.
- Les Cothards : ferme habitée par 2 agriculteurs retraités.
- Le bourg de Saint-Jean-en-Val : situé le long de la départementale Sarpoil-Sauxillanges, il compte la mairie, la salle des fêtes et l'école, une église, le cimetière, une croix de mission, une exploitation agricole et une vingtaine de maisons d'habitation.
- À proximité du bourg, au lieu-dit Champ Pie, un lotissement compte 6 maisons et 2 individuelles ont été bâties récemment.
- La Libeyre : 2 maisons d'habitation, puis Montroy : 1 ferme et 5 maisons d'habitation, puis le Mas : 1 ferme, 3 ou 4 maisons habitées et 5 ou 6 résidences secondaires,
- Salamot : le hameau situé le plus en altitude de la commune avec 1 exploitation agricole, 5 maisons d'habitation et 3 ou 4 résidences secondaires.
- Le Paradis : 1 résidence secondaire.
- Le Mouy : 6 maisons d'habitation.
- Fontenille : 1 ferme occupée par un retraité, 3 maisons d'habitation, 5 maisons en restauration ou en construction, 2 résidences secondaires, puis la Combe : 2 résidences secondaires, puis Tréville : 1 exploitation agricole, 3 maisons d'habitation et 1 résidence secondaire.
- Le Ventalon : 6 Maisons d habitations

#### Communes limitrophes
Ses communes limitrophes sont : Bansat, Saint-Étienne-sur-Usson, Saint-Rémy-de-Chargnat, Sauxillanges et Usson.

### Climat
Pour des articles plus généraux, voir Climat d'Auvergne-Rhône-Alpes et Climat du Puy-de-Dôme.
En 2010, le climat de la commune est de type climat océanique dégradé des plaines du Centre et du Nord, selon une étude du Centre national de la recherche scientifique s'appuyant sur une série de données couvrant la période 1971-2000. En 2020, Météo-France publie une typologie des climats de la France métropolitaine dans laquelle la commune est exposée à un climat de montagne ou de marges de montagne et est dans la région climatique  Nord-est du Massif Central, caractérisée par une pluviométrie annuelle de 800 à 1 200 mm, bien répartie dans l’année. 
Pour la période 1971-2000, la température annuelle moyenne est de 10,9 °C, avec une amplitude thermique annuelle de 16,5 °C. Le cumul annuel moyen de précipitations est de 662 mm, avec 8 jours de précipitations en janvier et 6,3 jours en juillet. Pour la période 1991-2020, la température moyenne annuelle observée sur la station météorologique de Météo-France la plus proche, « Issoire », sur la commune d'Issoire à 9 km à vol d'oiseau, est de 12,0 °C et le cumul annuel moyen de précipitations est de 610,7 mm,. Pour l'avenir, les paramètres climatiques de la commune estimés pour 2050 selon différents scénarios d'émission de gaz à effet de serre sont consultables sur un site dédié publié par Météo-France en novembre 2022.

## Urbanisme

### Typologie
Au 1er janvier 2024, Saint-Jean-en-Val est catégorisée commune rurale à habitat très dispersé, selon la nouvelle grille communale de densité à sept niveaux définie par l'Insee en 2022.
Elle est située hors unité urbaine. Par ailleurs la commune fait partie de l'aire d'attraction d'Issoire, dont elle est une commune de la couronne,. Cette aire, qui regroupe 53 communes, est catégorisée dans les aires de moins de 50 000 habitants,.

### Occupation des sols
L'occupation des sols de la commune, telle qu'elle ressort de la base de données européenne d’occupation biophysique des sols Corine Land Cover (CLC), est marquée par l'importance des territoires agricoles (59,1 % en 2018), une proportion sensiblement équivalente à celle de 1990 (58,8 %). La répartition détaillée en 2018 est la suivante : 
prairies (46,4 %), forêts (40,9 %), zones agricoles hétérogènes (12,7 %). L'évolution de l’occupation des sols de la commune et de ses infrastructures peut être observée sur les différentes représentations cartographiques du territoire : la carte de Cassini (XVIIIe siècle), la carte d'état-major (1820-1866) et les cartes ou photos aériennes de l'IGN pour la période actuelle (1950 à aujourd'hui).

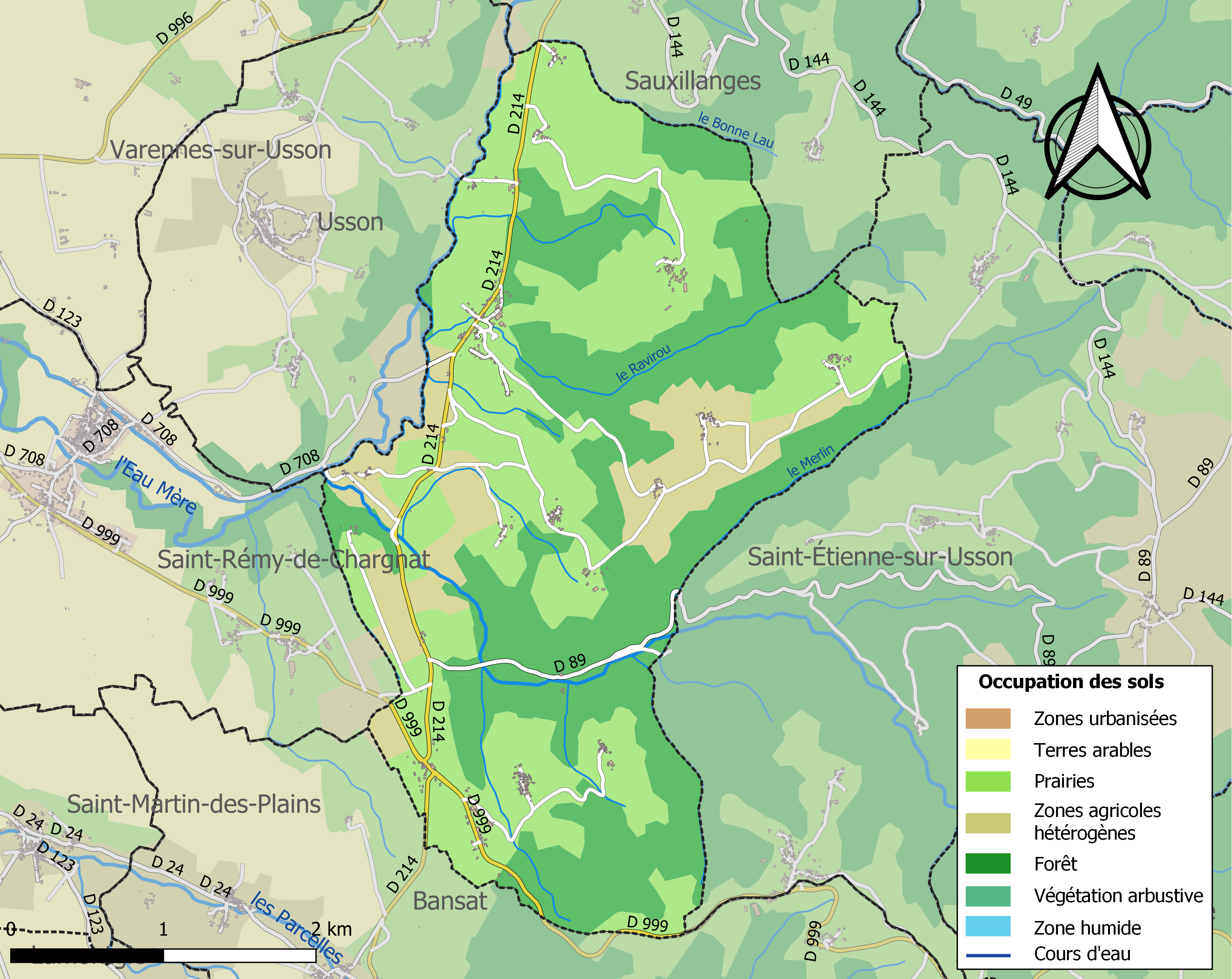
Carte des infrastructures et de l'occupation des sols de la commune en 2018 (CLC).

## Histoire
Au cours de la période révolutionnaire de la Convention nationale (1792-1795), la commune a porté les noms de Enval et de Val-sur-Usson.
Un maquis FTP est basé au lieu-dit Sarpoil en décembre 1943. Le 27 décembre 1943, le maquis est attaqué. Le sergent FTP de Cannes (Alpes-Maritimes) Jean Casanova, alias Gaston, meurt brûlé vif dans le véhicule qu'il occupait. René Crozet, alias lieutenant Jimmy, est grièvement blessé. La véritable identité de Jean Casanova n'est pas connue. Son corps est inhumé par les habitants au cimetière de la commune comme résistant inconnu. L'ANACR et René Crozet enquêtent après-guerre et découvrent l'identité du jeune résistant. Facteur, il rejoint la résistance communiste cannoise puis les maquis du Massif Central. Une plaque commémorative est donc apposée sur sa tombe. Depuis 1949, une rue des frères Casanova honore à Cannes sa mémoire ainsi que celle de son frère, maquisard arrêté le 19 octobre 1943 lors de l'attaque du camp FTP de Tréminis (Isère), torturé par Klaus Barbie à Lyon, interné à la prison Montluc et finalement fusillé le 23 décembre 1943 à Villeurbanne (Rhône) au pied d'une butte du champ de tir militaire de La Doua alors occupée par l'armée allemande,.

## Politique et administration
| Période                                  | Période                        | Identité            | Étiquette | Qualité                        |
| ---------------------------------------- | ------------------------------ | ------------------- | --------- | ------------------------------ |
| Les données manquantes sont à compléter. |                                |                     |           |                                |
| mars 2001                                | mars 2008                      | Michel Tacheix      |           |                                |
| mars 2008                                | 2010                           | Marc Fontane        |           |                                |
| juin 2010                                | 2014                           | Catherine Tilliez   |           |                                |
| mai 2014                                 |                                | Délégation spéciale |           |                                |
| juin 2014 (réélu en 2020)                | En cours (au 9 septembre 2020) | Gérard Bastien      |           | Inspecteur d'académie retraité |

## Population et société

### Démographie
L'évolution du nombre d'habitants est connue à travers les recensements de la population effectués dans la commune depuis 1793. Pour les communes de moins de 10 000 habitants, une enquête de recensement portant sur toute la population est réalisée tous les cinq ans, les populations de référence des années intermédiaires étant quant à elles estimées par interpolation ou extrapolation. Pour la commune, le premier recensement exhaustif entrant dans le cadre du nouveau dispositif a été réalisé en 2008.

En 2022, la commune comptait 352 habitants, en évolution de −0,56 % par rapport à 2016 (Puy-de-Dôme : +2,1 %, France hors Mayotte : +2,11 %).
| 1793 | 1800 | 1806 | 1821 | 1831 | 1836 | 1841 | 1846 | 1851 |
| ---- | ---- | ---- | ---- | ---- | ---- | ---- | ---- | ---- |
| 469  | 476  | 480  | 466  | 514  | 558  | 574  | 617  | 649  |

| 1856 | 1861 | 1866 | 1872 | 1876 | 1881 | 1886 | 1891 | 1896 |
| ---- | ---- | ---- | ---- | ---- | ---- | ---- | ---- | ---- |
| 681  | 702  | 691  | 664  | 635  | 612  | 586  | 596  | 567  |

| 1901 | 1906 | 1911 | 1921 | 1926 | 1931 | 1936 | 1946 | 1954 |
| ---- | ---- | ---- | ---- | ---- | ---- | ---- | ---- | ---- |
| 558  | 546  | 515  | 468  | 401  | 377  | 362  | 305  | 280  |

| 1962 | 1968 | 1975 | 1982 | 1990 | 1999 | 2006 | 2008 | 2013 |
| ---- | ---- | ---- | ---- | ---- | ---- | ---- | ---- | ---- |
| 283  | 279  | 257  | 254  | 266  | 275  | 321  | 334  | 358  |

| 2018 | 2022 | - | - | - | - | - | - | - |
| ---- | ---- | - | - | - | - | - | - | - |
| 353  | 352  | - | - | - | - | - | - | - |

## Culture locale et patrimoine

### Lieux et monuments
- Croix de mission édifiée en 1894 face à l'entrée de l'église, inscrite au titre des monuments historiques le 18 août 1988[21].
- Église de la nativité de Saint-Jean-Baptiste, petite église d’origine romane remontant au XIIe siècle, remaniée aux XIVe et XVe siècles. L'église faisait partie des biens de l'ancien prieuré clunisien de Sauxillanges.

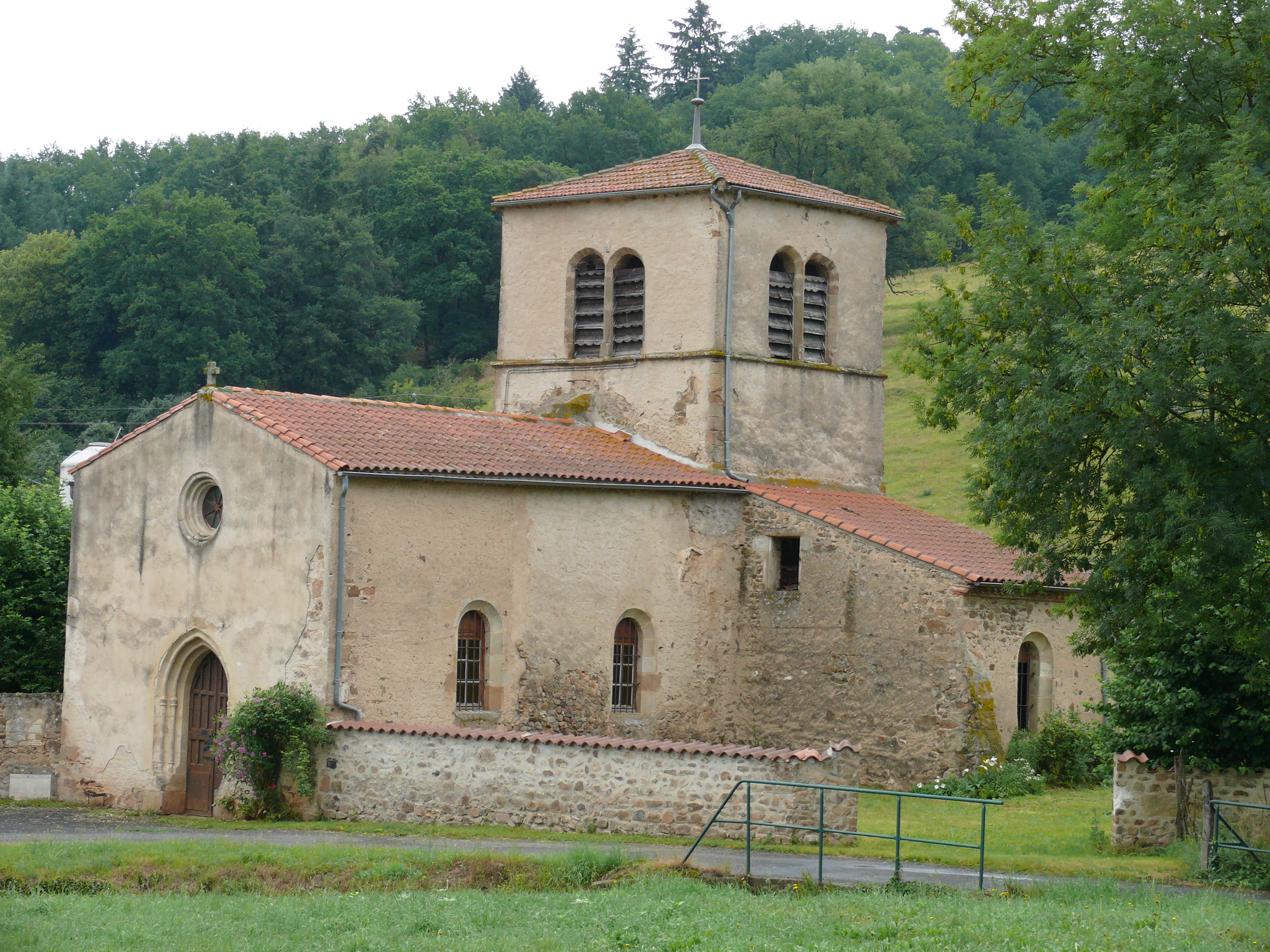
Église de la nativité de Saint-Jean-Baptiste.
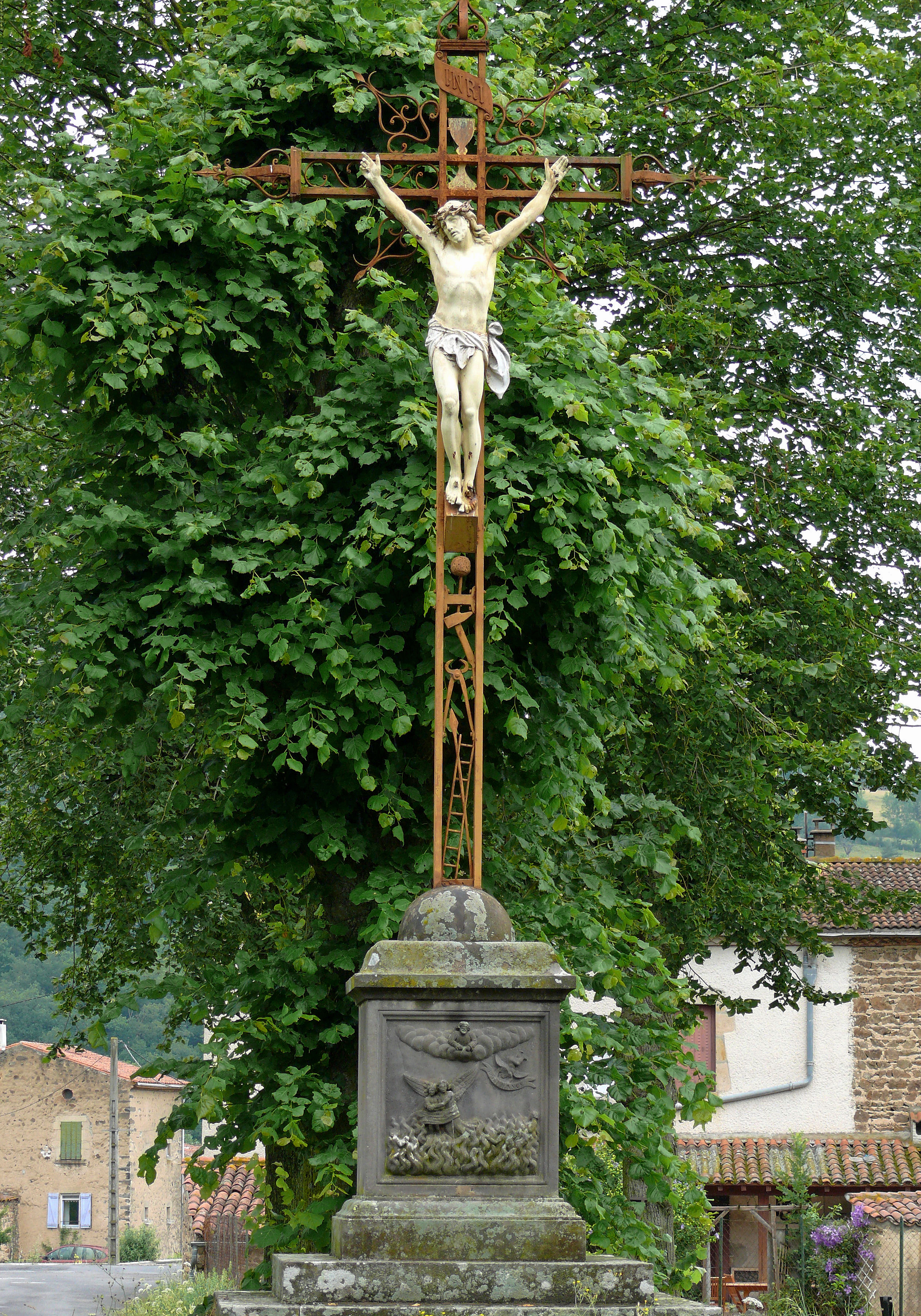
Croix de mission.

### Patrimoine naturel
La commune de Saint-Jean-en-Val est adhérente du parc naturel régional Livradois-Forez.